# Ian Hamilton
Sir Ian Standish Monteith Hamilton (Korfu, 1853. január 16. – London, 1947. október 12.) angol katona, a búr háborúk győztes tábornoka. Neve főleg a Gallipoli vereség miatt ismert.

## Élete
1853. január 16-án született Korfu szigetén. 1873-tól teljesített szolgálatot és a Foot 12-es jelzésű egység tagja lett (a mai Suffolk ezred elődje). Apja egy kis időre Németországba küldte, a család barátjához, von Dammershez. Részt vett a második angol-afgán háborúban, az első búr háborúban. A Majuba-hegyi csatában vitézül küzdött, de a csatát a britek elvesztették. Hamilton a csatában megsebesült és búr hadifogságba esett, sebe hat hónap alatt gyógyult be. A háború után Indiában szolgált és százados lett. Részt vett az 1884-85-ös Nílusi Expedícióban. Ez után újra Indiában szolgált és részt vett a Burmai Expedícióban. 1891-ben léptették elő ezredessé. 1897 és 1898 között a 3. dandár parancsnoka a Tirahi Hadjáratban, ahol megsebesült a karján. A hadjárat után néhány hónapra hazatért és a Hythei Lövész iskola vezetője volt. A második búr háborúban az egyik irányítója volt a Elandslaagtei csatának, ahol újból megsebesült. Harcolt még a Waggon-hegyi csatában és Ladysmith ostromának is a részese volt. A háború utolsó felében Herbert Kitchener, a búr háborúban harcoló csapatok vezérkari főnökének a helyettese és itt altábornagyi rendfokozatba lépett. Több sikeres és nagy győzelmet aratott, elfoglalt több várost.
Érdemei miatt kétszer is felterjesztették a Viktória-keresztre, de egyik alkalommal sem ítélték oda neki. A háború után a hadügyminisztériumban töltött be kisebb nagyobb beosztásokat, majd megfigyelőként Mandzsúriába ment az orosz–japán háború idején. 1910-től a Földközi-tenger térségében állomásozó brit erők főparancsnoka volt. 1915-ben megbízást kapott a Gallipoli partraszállás vezetésére. A támadás nem lett sikeres, a törökök kevesebben voltak, de sikerült visszaverniük a brit és az ANZAC csapatokat. A támadás teljes kudarccal végződött, fél évi kínkeserves küzdelemben sem sikerült áttörést elérniük, ezért végül kivonták a térségből a csapatokat. 1915 októberében hazarendelték és ezután már nem kapott további megbízatásokat. Élete végéig barátságot ápolt Lord Robertsel. Szolgálatával több kitüntetést is kiérdemelt. 1947. október 12-én Londonban halt meg 94 évesen.